# Другоселец
Другоселец е българска телевизионна новела (социално-битова драма) по едноименния разказ на Йордан Йовков от 1970 година по сценарий Веселин Иванов. Режисьор е Веселин Младенов, а оператор Алеко Драганов .

## Актьорски състав
| В главните роли | Изпълнител        |
| --------------- | ----------------- |
| другоселецът    | Антон Карастоянов |
|                 | Венцислав Вълчев  |
|                 | Иван Цветарски    |
|                 | Иван Янчев        |
|                 | Никола Дачев      |
|                 | Петър Димов       |
|                 | Васил Кирков      |
|                 | Валентин Русецки  |
|                 | Любомир Янков     |